# Actinichonidae
Famille
Les Actinichonidae  sont une famille de Ciliés de la classe des Phyllopharyngea et de l’ordre des Cryptogemmida.

## Étymologie
Le nom de la famille vient du genre type Actinichona, de actin-, « rayon, rayonnant », et -chona, « entonnoir », littéralement « entonnoir rayonnant ».
Le genre Kentrochonopsis, est composé de kentrochona, par allusion avec le genre Kentrochona, et du suffixe grec -ὄψις / -ópsis, « aspect, ressemblant à », littéralement « ressemblant à un Kentrochona ».
Par ailleurs, le genre Kentrochona Rompel, 1894 (famille des Inversochonidae), est composé de kentro-, « épines », et -chona, « entonnoir », littéralement « entonnoir épineux ».

## Description
Les Actinichonidae ont une taille, petite (<80 µm) à moyenne (80 à 200 µm). Ils ont une forme de sac, généralement aplatie. Leur cortex est souvent épaissi. Leur extrémité apicale est conique, non aplatie, parfois avec un pli, et avec des épines visibles chez certaines espèces. Ils sont constitués d’un cône tourné de 90° vers la droite, par rapport au corps et au point d'attache ; le collier peut être allongé. Leur ciliation comporte un champ gauche considérablement réduit. Ils sont sessiles et dotés d’un pédoncule, plutôt que d’une tige, avec une large partie du corps souvent étroitement appliquée au substrat. Ils ont une crypte de taille variable. Leur macronoyau est hétéromère et ellipsoïde. Le micronoyau est présent. Vacuole contractile et cytoprocte sont absents. On ne connais pas leur mode d’alimentation

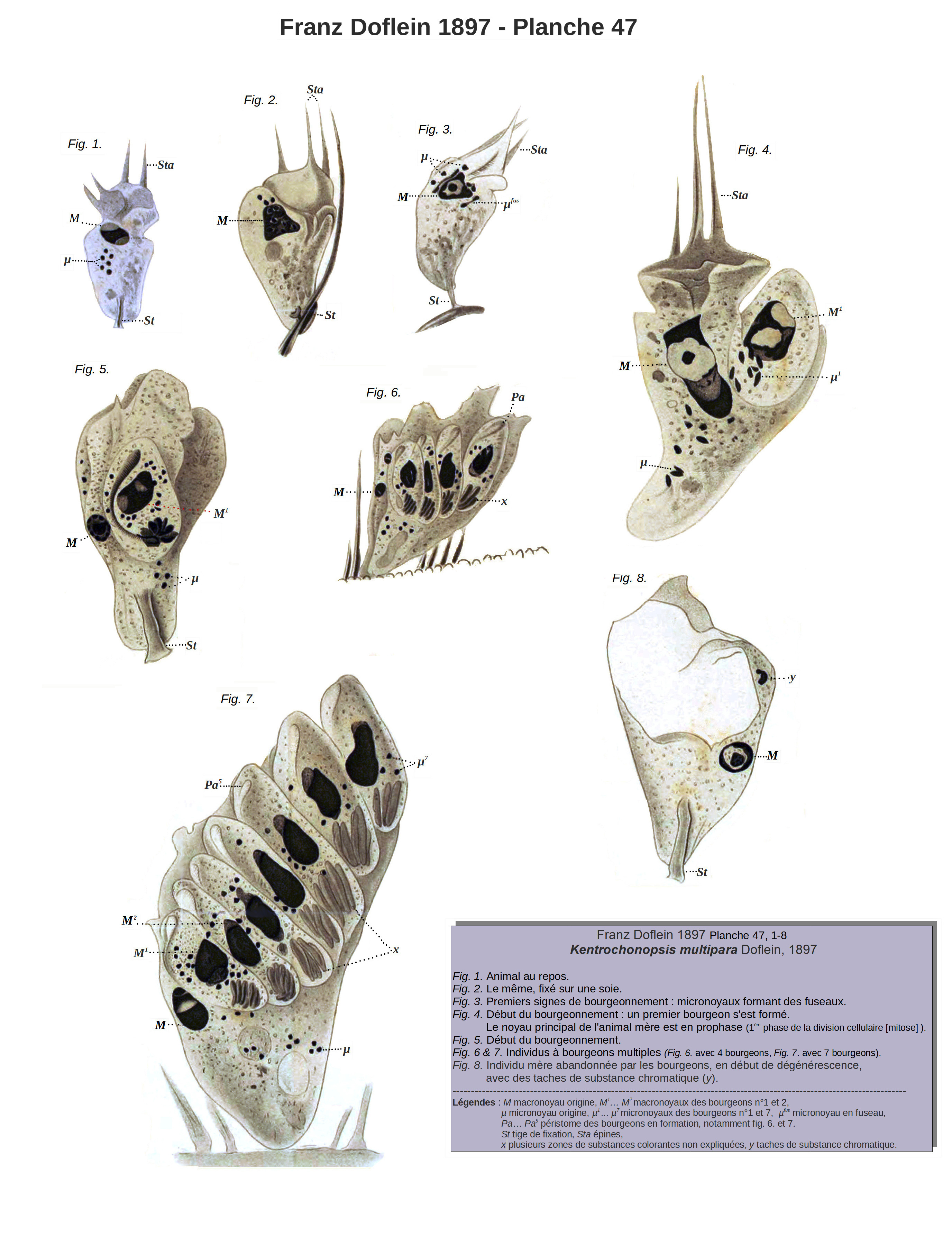
Cycle de reproduction de Kentrochonopsis multipara (d'après Franz Doflein
1897).

## Habitat
Les Actinichonidae vivent en milieu marin, comme hôte exclusif des crustacés  Nebaliidés.

## Liste des genres
Selon World Register of Marine Species (31 juillet 2024) :
- Cristichona Jankovskii, 1973
- Kentrochonopsis Doflein, 1897

Selon GBIF (31 juillet 2024) :
- Actinichona Yankovskii, 1973 genre type
  - Espèce type : Actinichona gaucho Yankovskii, 1973
- Carinichona Jankowski, 1973
- Cristichona Jankovskii, 1973
- Kentrochonopsis Doflein, 1897
- Rhizochona Yankovskii, 1973

Selon Lynn (2010) :
- Actinichona Yankovskii, 1973
- Carinichona Jankowski, 1973
- Crassichona Jankowski, 1973
- Cristichona Jankowski, 1973
- Kentrochonopsis Doflein, 1897
- Rhizochona Jankowski, 1973

## Systématique
Le nom valide de ce taxon est Actinichonidae Jankowksi, 1973.